# Prothamnodes bathocentrella
Prothamnodes bathocentrella är en fjärilsart som beskrevs av Pierre E.L. Viette 1968. Prothamnodes bathocentrella ingår i släktet Prothamnodes och familjen plattmalar. Inga underarter finns listade i Catalogue of Life.